# Guy Maddin
Guy Maddin(nascut el 28 de febrer de 1956)és un guionista, director, autor, cinematògraf i editor de cinema de llargmetratges i curtmetratges canadenc, així com un artista d'instal·lacions, de Winnipeg, Manitoba. Des que va completar la seva primera pel·lícula el 1985, Maddin s'ha convertit en un dels cineastes més coneguts i celebrats del Canadà.
Maddin ha dirigit dotze llargmetratges i nombrosos curtmetratges, a més de publicar tres llibres i crear una gran quantitat de projectes artístics d'instal·lació. Una sèrie de pel·lícules recents de Maddin van començar o es van desenvolupar a partir de projectes d'instal·lació artística, i els seus llibres també es relacionen amb el seu treball cinematogràfic. Maddin és conegut per la seva fascinació per les pel·lícules de l'era muda perdudes i per incorporar la seva estètica al seu propi treball. Maddin ha ha estat objecte de molts elogis crítics i atenció acadèmica, inclosos dos llibres d'entrevistes amb Maddin i dos estudis acadèmics de la seva obra. Maddin va ser nomenat membre de l'Orde del Canadà, el màxim honor civil del país, el 2012.
Maddin va servir per primera vegada com a professor visitant al Departament d'Art, Cinema i Estudis Visuals de la Universitat Harvard Fins aleshores, vivia a Winnipeg.

## Biografia
Nascut a la ciutat de Winnipeg (ciutat en la qual transcorre The Saddest Music in the World i a la qual també ha dedicat un estrany documental surrealista, My Winnipeg), la seva educació cinematogràfica es va iniciar i va consolidar al marge de qualsevol escola, rodant breus peces amb amics els caps de setmana.
La seva primera pel·lícula, The Dead Father, és un curtmetratge de 26 minuts realitzat en 1986 amb una cambra Bolex de 16mm. Malgrat ser un treball primerizo mostra ja algunes de les constants del seu cinema: ironia i humor tamisant una història tràgica, mescladissa de gèneres i experimentació formal.
Dos anys després arribaria el seu primer llargmetratge, Tales from the Gimli Hospital, rodada amb un pressupost de tan sols 20000 dòlars i que va aconseguir una certa notorietat en ser rebutjada pel Festival de Toronto. Narra el desenvolupament d'una epidèmia al poble de Gimli a principis de l'i segle xx s'hi poden trobar referències i homenatges que van des de les avantguardes franceses a l'expressionisme alemany passant per directors tòtem de l'època muda com Fritz Lang o David Wark Griffith.
Posteriorment, Maddin ha rodat més de 30 pel·lícules entre curtmetratges i llargmetratges, passant gradualment del underground més fosc a l'estrena i celebració de la seva pel·lícules en alguns dels més importants festivals de cinema del món.

## Filmografia

### Llargmetratges

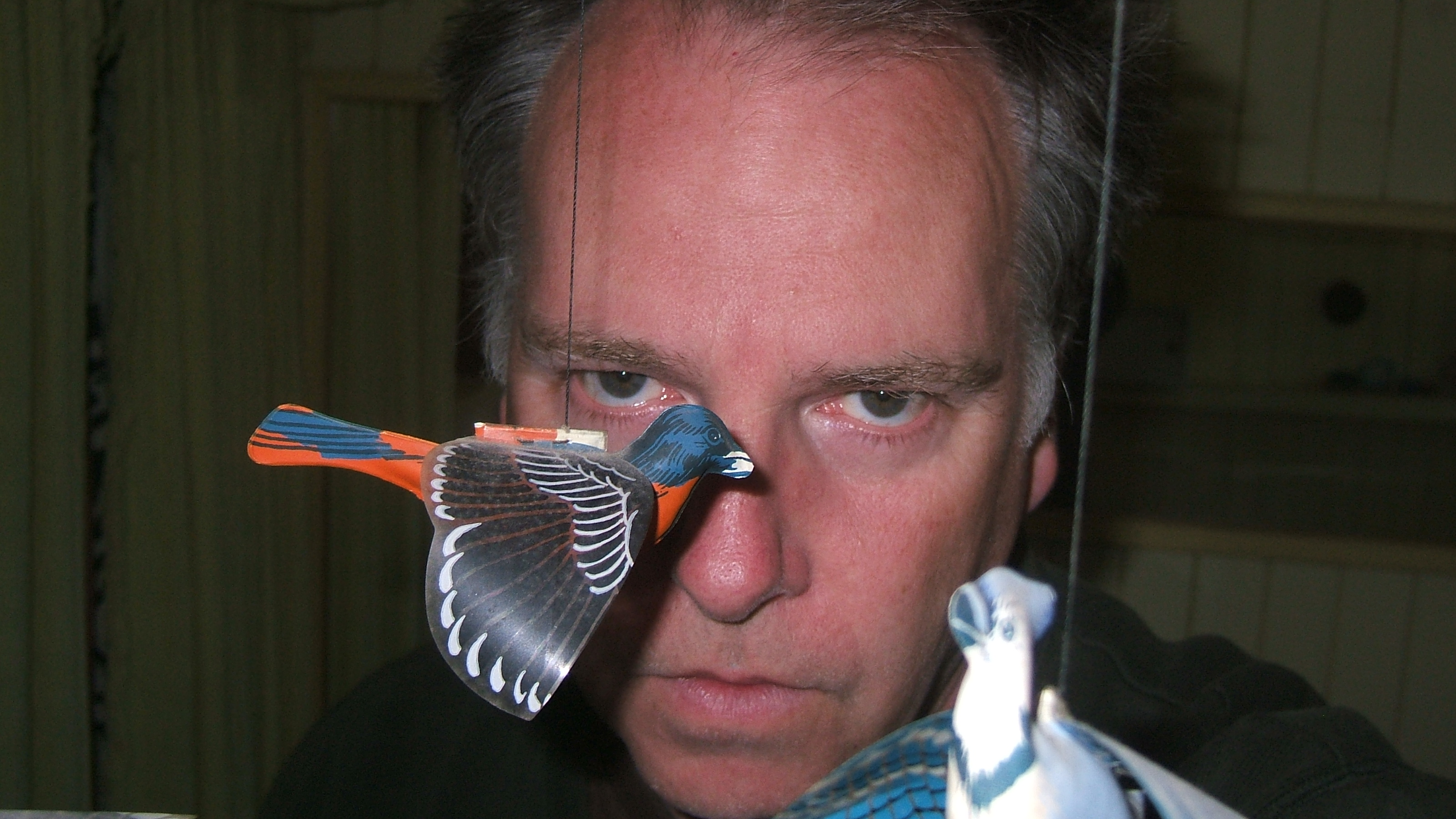
Maddin in 2008

| Any  | Títol                                | Notes |
| ---- | ------------------------------------ | --- |
| 1988 | Tales from the Gimli Hospital        | |
| 1990 | Archangel                            | * EUA Premi de la National Society of Film Critics a la millor pel·lícula experimental |
| 1992 | Careful                              | |
| 1997 | Twilight of the Ice Nymphs           | |
| 2002 | Dracula: Pages from a Virgin's Diary | * Premis Emmy internacional a les millors arts escèniques * Premis Gemini a les millors arts escèniques canadenques i a la millor direcció * Praga D'Or (primer premi) al Golden 2002 Festival de televisió de Praga |
| 2003 | Cowards Bend the Knee                | |
| 2003 | The Saddest Music in the World       | * Guanyador de 3 Premis Genie (Millor Assoliment en Disseny de Vestuari, Millor Assoliment en Muntatge i Millor Assoliment en Música, Banda sonora original) * Maddin també va ser nominat a un Genie per Millor Assoliment a Direcció * Assoliment destacat en disseny de producció, llargmetratge, pel Sindicat de Directors del Canadà * Maddin també va ser nominat com a Millor Assoliment en direcció pel Sindicat de Directors del Canadà * Premi del jurat al descobriment de pel·lícules al millor director als EUA Festival de les arts de la comèdia |
| 2006 | Brand Upon the Brain!                | |
| 2007 | My Winnipeg                          | * Toronto Film Critics Association a la millor pel·lícula canadenca * City TV Prize a la millor pel·lícula canadenca al Festival Internacional de Cinema de Toronto de 2007 * Millor documental del Cercle de Crítics de Cinema de San Francisco de 2008 Premis |
| 2011 | Keyhole                              | |
| 2015 | The Forbidden Room                   | * Codirigit per Evan Johnson |
| 2017 | The Green Fog                        | * Co-dirigida per Evan Johnson i Galen Johnson |

### Curtmetratges
| Any  | Títol                                                                  | Notes |
| ---- | ---------------------------------------------------------------------- | --- |
| 1985 | The Dead Father                                                        | |
| 1989 | Mauve Decade                                                           | |
| 1989 | BBB                                                                    | |
| 1990 | Tyro                                                                   | |
| 1991 | Indigo High-Hatters                                                    | |
| 1993 | The Pomps of Satan                                                     | |
| 1994 | Sea Beggars o The Weaker Sex                                           | |
| 1994 | Sissy Boy Slap Party                                                   | Pel·lícula perduda; recreada l'any 2004. |
| 1995 | Odilon Redon, or The Eye Like a Strange Balloon Mounts Toward Infinity | * Guanyador al Festival Internacional de Cinema de Toronto |
| 1995 | The Hands of Ida                                                       | * Des de llavors, Maddin ha rebutjat aquesta pel·lícula |
| 1996 | Imperial Orgies o The Rabbi of Bacharach                               | |
| 1997 | Chimney Workbook                                                       | |
| 1997 | Zookeeper Workbook                                                     | |
| 1997 | Rooster Workbook                                                       | |
| 1998 | The Hoyden o Idylls of Womanhood                                       | |
| 1998 | The Cock Crew o Love-Chaunt of the Chimney                             | |
| 1998 | Maldoror: Tygers                                                       | |
| 1999 | Hospital Fragment                                                      | |
| 2000 | Fleshpots of Antiquity                                                 | |
| 2000 | The Heart of the World                                                 | * Guanyador d'un premi Genie 2001 al millor curt * Guanyador del premi U.S. 2001 Premi de la National Society of Film Critics a la millor pel·lícula experimental |
| 2002 | Fancy, Fancy Being Rich                                                | |
| 2004 | A Trip to the Orphanage                                                | |
| 2004 | Sombra Dolorosa                                                        | |
| 2004 | Sissy Boy Slap Party                                                   | Recreació de la seva pel·lícula perduda de 1994. |
| 2005 | FuseBoy                                                                | |
| 2005 | My Dad Is 100 Years Old                                                | * Protagonitzat per Isabella Rossellini |
| 2006 | Nude Caboose                                                           | |
| 2006 | Odin's Shield Maiden                                                   | |
| 2008 | Spanky: To the Pier and Back                                           | |
| 2008 | Berlin                                                                 | |
| 2008 | It's My Mother's Birthday Today                                        | |
| 2008 | Collage Party                                                          | |
| 2008 | Footsteps                                                              | |
| 2008 | Glorious                                                               | |
| 2009 | Send Me to the 'Lectric Chair                                          | * Codirigit amb Isabella Rossellini |
| 2009 | Night Mayor                                                            | |
| 2009 | The Little White Cloud That Cried                                      | |
| 2010 | The Brute                                                              | |
| 2010 | The Devil Bear                                                         | |
| 2010 | Satanas Part 3                                                         | |
| 2010 | The Divine Woman                                                       | |
| 2010 | Clouds Like White Sheep                                                | |
| 2010 | Hubby Does the Washing                                                 | |
| 2010 | Lilith & Ly                                                            | |
| 2010 | The Brian Sinclair Story                                               | |
| 2010 | Out of College                                                         | |
| 2010 | A Woman of the Sea                                                     | |
| 2010 | Bing & Bela                                                            | |
| 2012 | How to Take a Bath                                                     | * Escrita per John Ashbery |
| 2015 | Bring Me the Head of Tim Horton                                        | * codirigida amb Evan Johnson |
| 2018 | Accidence                                                              | * codirigida amb Evan Johnson i Galen Johnson |
| 2020 | The Rabbit Hunters                                                     | * codirigida amb Evan Johnson i Galen Johnson * Amb Isabella Rossellini                                                                                           |
| 2020 | Stump the Guesser                                                      | * codirigida amb Evan Johnson i Galen Johnson |

## Premis
- 1991: EUA Premi de la National Society of Film Critics a la millor pel·lícula experimental per Archangel.
- 1995: Medalla Telluride per la seva trajectòria al cinema al Festival de Cinema de Telluride.
- 2001—EUA Premi de la National Society of Film Critics a la millor pel·lícula experimental per Heart of the World.
- 2001—Premi Genie al millor curt per Heart of the World.
- 2002: Emmy internacional a les millors arts escèniques per Dracula: Pages from a Virgin's Diary.
- 2002: Premis Gemini al millor espectacle canadenc d'arts escèniques i a la millor direcció per Dracula: Pages from a Virgin's Diary.
- 2002—Prague D'Or (primer premi) al Golden Prague Television Festival per Dracula: Pages from a Virgin's Diary.
- 2006—Premi Persistence of Vision per la trajectòria de tota una vida en pel·lícules, lliurat al Festival Internacional de Cinema de San Francisco.
- 2006: Premi de distinció del Manitoba Arts Council per l'èxit de tota la vida en les arts.
- 2007—City TV Prize a la millor pel·lícula canadenca al Festival Internacional de Cinema de Toronto per My Winnipeg.
- 2008—Toronto Film Critics Association Millor pel·lícula canadenca per My Winnipeg.
- 2009: Premi Filmmaker on the Edge al Festival Internacional de Cinema de Provincetown.
- 2010: Premi Bell en Videoart del Consell de Canadà per a les Arts, per la seva trajectòria en el camp.
- 2018—Premi Harimaguada d'Or del Festival Internacional de Cinema de Las Palmas de Gran Canària per The Green Fog[11]
- 2018—Los Angeles Film Critics Association Awards, The Douglas Edwards Experimental Film Award per The Green Fog[12]